# 小直衣
小直衣（このうし）とは、狩衣に袍や直衣のような襴（らん）を縫い付けた衣服のこと。
別名：狩衣直衣、甘御衣（かんのおんぞ/上皇のみ）、傍続（そばつぎ・そばつづき/大臣家）。甘御衣は上皇に限る呼称だが、傍続と小直衣は皇族・臣下ともに文献上の用例が見られる。

## 着用
小直衣の地質および色目は全て狩衣に準じる。袖括についても同様である。ただし狩衣では束帯の下襲の生地を使った帯を替帯として使用することがあるが、小直衣ではもっぱら共裂の帯を使用する。
なお、直衣という名はあるものの狩衣の一種なので、烏帽子とともに使用し、冠は原則として使わない。上皇の御所や私家では使用できるが、発生期（平安末期）から江戸時代末期まで原則として参内には使用しなかった。
平安時代最末期に上皇の住む院での衣装として考案されたものと考えられるが、詳しい経緯は不明である。鎌倉前期までは「狩衣直衣」の名称のほうが多い。「かりの御直衣」(『高倉院厳島御幸記』)も小直衣とみられる。中世には上皇のほか、摂家は任大臣以後、一般の清華家（摂家につぐ名門の公家。近衛大将を経て大臣になる）では任大将以後、大臣家（清華家より下の公家で、近衛大将を経ず大臣になる）では任大臣以後に使用した。室町時代の初期の文献によると、上皇は小直衣も狩衣も随時着用することができたが、摂家以下はそれぞれ任大臣・任大将後小直衣を着用し始めると、原則として狩衣は着ない例であった(「小狩衣」と称する、後ろ裾を短く仕立てた狩衣は小直衣のかわりに着用できたが、こちらの使用例は少ない)。鎌倉時代以後の例では、狩衣より略装とみなされ、狩衣着用のときは、改まったときは指貫を下括（足首で裾口を縛る）とし略儀では上括（すねで縛る）としたのに対し、小直衣ではもっぱら上括とするものとされた。したがって上皇が退位後はじめて狩衣を着用する「布衣始」には（在位中の天皇は狩衣・小直衣等を着ない）狩衣を使用、狩衣のかわりに小直衣を着なければならない大臣は小直衣をあえて着ずに烏帽子直衣を着用している。室町時代には、大臣などは小直衣に指貫のほか白大口袴を着ることもあった。また足利将軍家は任大将以後使用している(『建内記』正長二年八月四日条) 。
近世には上皇・親王及び中世同様、大臣や大将が着用し、また准大臣（儀同三司）も使用の例がある(『基熈公記』貞享四年十二月二十八日条)。近世には小直衣が狩衣よりも略装であることが忘れられ、後西・霊元上皇の布衣始で上皇等が使用しており、指貫を下括にすることも行われた。ただし中御門上皇以後は再び布衣始に狩衣が用いられるようになった。
徳川将軍家でははじめは使用がなかったが、家宣が法事や琉球使引見などに使用した。吉宗は一旦これを廃止したものの(『徳川実紀』)、家斉が再び使用をはじめ(甲子夜話続編十五ほか)、以後は恒例化した。家斉以降の徳川家の所用品は極めて豪奢で、なおかつ原則として毎年調進されている。その文様図は宮内庁書陵部蔵松岡家旧蔵本中などにみられる。
維新期には参内にも使用されたことがあるようだが、ほどなく装束自体が祭祀に限られることとなり、このことは絶えた。(ただし有栖川宮幟仁親王は体の不調を理由に洋服に代えてしばらく着用参内の勅許を得ている―『太政類典』明治七年二月七日)しかし明治天皇は直衣の略装として小直衣の使用を行う(『明治天皇紀』四年十一月二十三日条　横須賀海軍演習御覧　が早い例)。近代の天皇の小直衣の生地は御引直衣に準じ（冬は白小葵文綾に二藍平絹裏・夏は二藍や縹の三重襷の紗）、御金巾子冠に白小袖、紅大口袴とともに使用した。なお天皇の小直衣は直衣代なので袖括はない。
近代には、天皇が上記の姿で毎年の節折の儀出御に使用する。また即位礼の習礼(予行演習)で皇族が使用し（このときは立烏帽子・指袴（切袴）・烏皮履を使用）、また神宮祭主など、皇族が神職をつとめる場合に使用例がある(皇族は狩衣は着用しない)。文化学園には久邇宮多嘉王が神宮祭主時代に着用した小直衣が所蔵されている。
現代でも、神社本庁の管轄外の神社の神主などがよく身につける。（神社本庁の制度にはない）制外のため、冠にあわせたり、烏帽子に合わせたりなど着用の構成も様々である。一例として、出雲国造が古伝新嘗祭の神楽に使用するのは、袍のような黒い生地の小直衣で、冠とともに使用する。